# 近野理智男
近野 理智男（ちかの りちお、本名同じ、1974年8月12日 - ）は、フリーのプロ雀士である。

## 人物

### 経歴
1997年、講談社『ヤングマガジン増刊エグザクタ』に片山まさゆきが連載していた『夢リーチファイター素人伝説』の企画として、アイアン・カップという特別麻雀大会が開催されることになった。その時に「名前が面白いから」という理由でアイアン・カップの選手として選ばれ優勝。それがきっかけとなり、関西で競技麻雀を行うプロたちから声をかけられ、1999年に日本プロ麻雀連盟の第16期プロとして大阪船場支部（現在の関西本部）に所属することになった。後に、アイアン・カップで自分の対局の採譜を行っていたプロ雀士が麻将連合-u-に所属する小林剛プロだと知る。
2012年、関西のトーナメント戦「竹城位」で優勝（その後、竹城位は関西覇皇トーナメントとして新たなスタートを切る）。
同年、第9期の太閤位決定戦に進出するも3位という結果で終わる。
2014年、日本プロ麻雀連盟を退会 し、フリープロとして関西中心の麻雀界の活性化に貢献。
2017年7月、豊中の健康マージャンという雀荘のオーナーになる。
2018年4月、大阪麻雀連合会の広報部長に就任する。

### 人物像
滑舌があまり良くないことと、早口であることが重なり、何を喋っているのか分かってもらえないことが多い。対面で100点が取れても、電話越しでは60点まで下がるため、会話する際はリスニングの力がかなり必要。
三色同順が好きすぎて、レポートを書くと三色同順の牌姿ばかりになる。
妻が好きすぎて、妻の発言を細かくメモしては ブログ に公開している。

## 獲得タイトル
- 1997年 アイアン・カップ 優勝
- 2012年 第2期 竹城位 優勝
- 2012年 第9期 太閤位 3位入賞[5]
- 2015年 チャンピオンロード 関西オールスター 優勝[6]